# Катастрофа Avro Tudor в Лландоу
Катастрофа Avro Tudor в Лландоу — крупная авиационная катастрофа, произошедшая в воскресенье 12 марта 1950 года. Avro 689 Tudor 5 («Тюдор V») компании Fairflight выполнял рейс из Дублина в Лландоу, а на его борту были фанаты сборной Уэльса по регби. Но при заходе на посадку самолёт потерял управление и врезался в землю. В катастрофе погибли 80 человек, что делало её крупнейшей авиационной катастрофой в истории человечества до 20 декабря 1952 года, когда при катастрофе C-124 в Мозес-Лейке погибли 87 человек.

## Самолёт
Avro 689 Tudor 5 Star Girl с заводским номером 1417 был выпущен в 1947 году. Его четыре силовые установки были модели Rolls-Royce 621 Merlin. Поначалу самолёт относился к модели Tudor 2 и предназначался для Королевских ВВС, причём для него даже был выделен регистрационный номер TS903. Однако вместо этого авиалайнер направили в гражданскую авиацию, где 16 августа 1947 года получил бортовой номер G-AKBY. Самолёт широко использовался на Берлинском воздушном мосту, выполняя полёты в блокированный Западный Берлин.

## Катастрофа
Star Girl был зафрахтован для выполнения чартерного рейса по перевозке 72 пассажиров — болельщиков сборной Уэльса по регби — из Дублина (Ирландия) в Лландоу (Южный Уэльс, Великобритания). Днём ранее сборная Уэльса на кубке Пяти наций в Белфасте выиграла уже восьмую Тройную корону, которая при этом стала для команды первой за последние 39 лет. Это давало валлийским болельщикам повод для хорошего настроения. Хотя рейс был запланирован на 72 пассажира, однако затем удалось дополнительно разместить ещё 6 пассажиров. Всего на борту находились 83 человека: 5 членов экипажа и 78 пассажиров.
По свидетельствам очевидцев, Tudor выполнил нормальный заход на посадку на полосу 28 авиабазы Лландоу, но затем пилоты увеличили режим двигателей и ушли на второй круг. Примерно в 14:05 (по другим данным — 15:03) авиалайнер выполнял повторный заход с северо-востока с выпущенными шасси и на опасно малой высоте 150—200 футов. Вероятно, пилоты попытались замедлить снижение и подняться чуть выше, так как согласно показаниям очевидцев режим работы двигателей увеличился. Tudor начал приподнимать нос и переходить в набор высоты, при этом поначалу всё происходило плавно. Однако затем угол тангажа начал возрастать быстрее. Под крутым углом самолёт кратковременно взмыл вверх, потерял скорость, после чего завалился на правое крыло и помчался вниз. Едва не зацепив играющих на поле детей, авиалайнер правой плоскостью, а затем носом врезался в землю близ фермы у села Сигистон в 200 ярдах (180 метров) от границы авиабазы и в полумиле от торца полосы. От удара самолёт развернуло по часовой стрелке, при этом оторвало обе плоскости крыла, передняя часть фюзеляжа зарылась в землю, средняя разрушилась, а хвостовая относительно уцелела. Пожара при этом не возникло, так как экипаж за доли секунды до удара успел остановить двигатели.

## Спасательные работы
К месту происшествия сразу направились аварийные службы и Армия спасения, в том числе 44 полицейских, 35 машин скорой помощи и 12 пожарных. На месте падения были найдены 11 выживших, при этом двое из них не пострадали. Уцелевших отвезли в больницу в Сант-Атане, однако впоследствии 8 из них скончались от полученных ран.
Всего в катастрофе погибли 80 человек. На момент событий это была крупнейшая катастрофа в авиации, превзойдя катастрофу дирижабля «Акрон» в 1933 году (73 погибших), пока всего через пару с половиной лет её саму не превзошла катастрофа военного C-124 в Мозес-Лейке (87 погибших). Также 6 лет она оставалась крупнейшей катастрофой в гражданской авиации, до столкновения над Большим каньоном (128 погибших), и 8 лет — крупнейшей катастрофой гражданского самолёта, до катастрофы L-1049 близ побережья Ирландии (99 погибших).

## Причины
Как удалось установить, все трое выживших пассажиров сидели в хвостовой части на дополнительных сидениях (один из них в момент происшествия находился в туалете), которые были прикручены болтами. По мнению комиссии, это привело к нарушению центровки самолёта, что в свою очередь значительно способствовало потере управления и сваливанию самолёта.

## Последствия

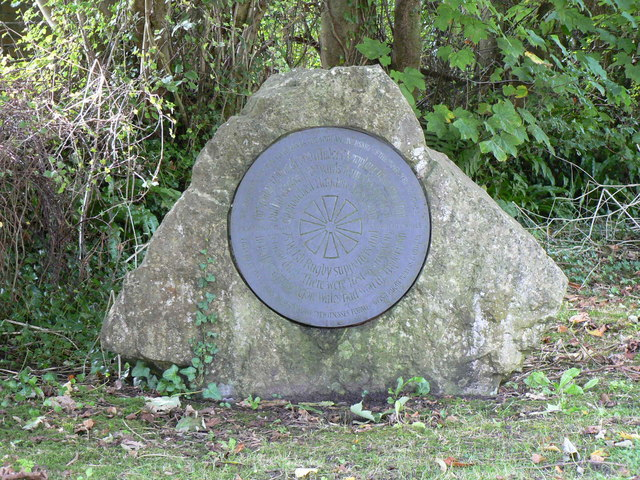
Мемориальная плита, установленная в 1990 году, к 40-й годовщине катастрофы

25 марта 1950 года на последней игре кубка Пяти наций все на стадионе почтили погибших минутой молчания.
1 ноября 1950 года был начат суд над Fairflight, Ltd., которую обвиняли в нарушениях по изменению самолёта, приведших к нарушению загрузки. 2 ноября был вынесен приговор, согласно которому компанию признали виновной и оштрафовали на 50 фунтов стерлингов, а также обязали выплатить ещё 100 фунтов стерлингов на расходы.
Клуб Аберкарн, который потерял в катастрофе 3 своих членов, добавил в свою символику клуба воздушный винт, а клуб Лланаран, который потерял 6 членов команды, добавил в свою символику крест. Существует версия, что катастрофа нанесла серьёзный урон репутации авиабазы Лландоу, в результате чего данная авиабаза так и не была преобразована в гражданский аэропорт.